# Ортио, Йони
Йони Ортио (фин. Joni Ortio ; род. 16 апреля 1991, Турку, Финляндия) — финский хоккеист, вратарь, игрок сборной Финляндии.

## Биография
Воспитанник хоккейного клуба ТПС Турку. В 2009 году права на хоккеиста на драфте Национальной хоккейной лиги были закреплены за командой «Калгари Флэймз». В сезоне 2009/10 Йони дебютировал в чемпионате Финляндии по хоккею с шайбой в составе ТПС, и по окончании сезона стал чемпионом Финляндии. Провёл в команде два сезона, выступал также за клубы второй лиги страны. В конце сезона 2010/11 сыграл 1 матч в Американской хоккейной лиге за «Абботсфорд Хит». В следующем сезоне играл как за американскую команду, так и за ТПС. Сезон 2012/13 провёл в составе столичного ХИФКа.
В сезоне 2013/14 дебютировал в НХЛ за «Калгари». За команду провёл 3 сезона, отыграл 37 матчей. С 2016 по 2018 год выступал в Шведской хоккейной лиге за команду «Шеллефтео», сыграл 96 матчей. 7 мая 2018 года подписал контракт с подольским «Витязем» сроком на 1 год.
Выступал за финскую сборную на юниорских и молодёжных турнирах. В 2013 году дебютировал за взрослую команду на чемпионате мира по хоккею с шайбой, провёл 3 матча. В 2017 году также был в заявке на турнир, но матчей не сыграл.